# (74445) 1999 CP14
(74445) 1999 CP14 – planetoida z pasa głównego asteroid okrążająca Słońce w ciągu 5,66 lat w średniej odległości 3,17 j.a. Odkryta 15 lutego 1999 roku.